# Wij Putten

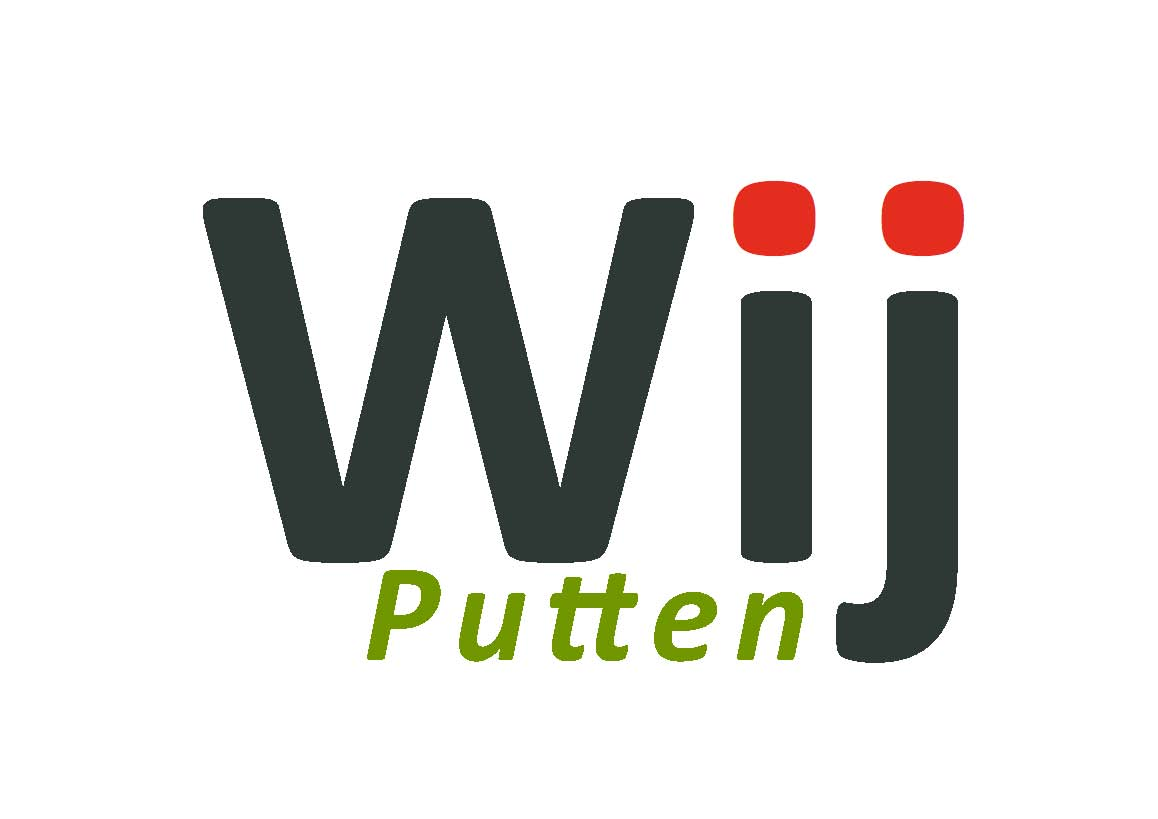
Logo van Wij Putten

Wij Putten is een Nederlandse lokale politieke partij in de gemeente Putten opgericht op 26 oktober 2009 door Gert van Westing, Roelof Koekkoek en Herman Luitjes. Wij Putten is een partij zonder levensbeschouwelijke grondslag.

## Gemeenteraad
Wij Putten behaalde bij de gemeenteraadsverkiezingen van 2010 vier van de negentien zetels. De partij vormde sinds april 2010 met CU en SGP het college van burgemeester en wethouders. Koekkoek werd namens Wij Putten wethouder. In 2014 haalde Wij Putten bij de gemeenteraadsverkiezingen 952 stemmen meer, wat resulteerde in 5 zetels, waarmee Wij Putten de grootste partij werd in Putten. De samenstelling van het college bleef ongewijzigd. Dit herhaalde zich in 2018: weer 5 zetels en weer dezelfde samenstelling van het college. In 2022 leverde Wij Putten een zetel in, maar bleef de grootste partij van Putten. Andere partijen slaagden erin om een college te vormen en sindsdien speelt Wij Putten zijn rol vanuit de oppositie.

## Wij Putten-Academie
In september 2011 werd de Wij Putten-Academie opgericht. Deze 'academie' organiseert jaarlijks minimaal zes 'Academie-avonden', waarin fractie en partijleden gesprekken aangaan met deskundigen over een actueel, lokaal onderwerp.